# كمال كابور
كمال كابور هو ممثل هندي (وحمل سابقاً جنسية الراج البريطاني)، ولد في 22 فبراير 1920 بلاهور في باكستان، وتوفي في 2 أغسطس 2010 بمومباي في الهند.

## وصلات خارجية
- كمال كابور على موقع IMDb (الإنجليزية)
- كمال كابور على موقع ألو سيني (الفرنسية)
- كمال كابور على موقع أول موفي (الإنجليزية)
- كمال كابور على موقع قاعدة بيانات الفيلم (الإنجليزية)
- كمال كابور على موقع كينوبويسك (الروسية)